# Hewlett Packard HP-87
Hewlett Packard HP-87 (HP-87) је професионални рачунар, производ фирме Хјулит Пакард (Hewlett Packard) који је почео да се израђује у Сједињеним Америчким Државама током 1982. године.
Користио је 8-битни HP 'Capricorn' као централни микропроцесор а RAM меморија рачунара HP-87 је имала капацитет од 32 KB до 534 KB највише.
Као оперативни систем коришћен је уграђени BASIC програмски језик. Опциони CP/M са спољном дискетном јединицом.

## Детаљни подаци
Детаљнији подаци о рачунару HP-87 су дати у табели испод.
|                       |                                                                    |
| [ 1 ]                 |                                                                    |
| Произвођач            | Хјулит Пакард                                                      |
| Тип                   | професионални рачунар                                              |
| Меморија              | 32 до 534 највише                                                  |
| Поријекло             | Сједињене Америчке Државе                                          |
| Година                | 1982                                                               |
| Тастатура             | пуни помак тастера, 93 тастера са нумеричком тастатуром            |
| Процесор              | 8-битни                                                            |
| Фреквенција процесора | 0.625                                                              |
| RAM                   | 32 до 534 највише                                                  |
| ROM                   | 48 KB                                                              |
| Текст                 | 80 знакова x 16 или 24 линије (софтверски прекидач)                |
| Графика               | 544 x 240 тачака                                                   |
| Боја                  | једна боја                                                         |
| Звук                  | тонски генератор                                                   |
| Димензије             | непознато                                                          |
| Портови               |                                                                    |
| Оперативни систем     | уграђени програмски језик. Опциони са спољном дискетном јединицом. |